# Tirà ploraner rogenc
El tirà ploraner rogenc (Rhytipterna holerythra) és un ocell de la família dels tirànids (Tyrannidae).

## Hàbitat i distribució
Habita boscos i clars de les terres baixes des de Mèxic, a Veracruz, nord d'Oaxaca i Chiapas, cap al sud, a la llarga del vessant del Carib fins Nicaragua, ambdues vessants de Costa Rica, Panamà i oest i nord de Colòmbia i nord-oest de l'Equador.